# Feuerwehr Osnabrück
Die Feuerwehr Osnabrück ist eine kombinierte Berufs- und Freiwillige Feuerwehr und untersteht der Stadtverwaltung der Stadt Osnabrück. Daneben existieren in Osnabrück drei Werkfeuerwehren.

## Aufgaben
Die Feuerwehr Osnabrück übernimmt innerhalb des Stadtgebiets eine Vielzahl an Aufgaben, dazu gehören:
- Abwehrender und Vorbeugender Brandschutz
- Technische Hilfeleistung
- Notfallrettung und Krankentransport
- Brandsicherheitswachdienste
- Ersthelfer-Schulungen für Mitarbeiter der Stadtverwaltung
- Brandschutzerziehung
- Eigenverwaltung
- Katastrophenschutz
- Eigen- und Fremdausbildung

Für besondere Einsatzlagen wie Höhen- und Wasserrettung unterhält die Feuerwehr Osnabrück speziell ausgerüstete und trainierte Teams.

### Ausbildung und Feuerwehrschule
Die Feuerwehr Osnabrück führt selbst Aus- und Fortbildungen durch. Neben den eigenen hauptamtlichen und freiwilligen Feuerwehrkräften richtet sich das Angebot auch an auswärtige Feuerwehrleute sowie Mitglieder von Hilfsorganisationen. Hierfür wurde im Jahr 2018 eine Ausbildungsstätte auf dem ehemaligen Kasernengelände am Limberg in der Dodesheide etabliert, die über Schulungsräume, Übungs-Brandwohnungen und ein Übungs-Freigelände verfügt und mit eigenen Feuerwehrfahrzeugen ausgestattet ist. Außerdem kann ein eigener Brandcontainer an einem externen Standort genutzt werden. Zum Lehrgangsangebot zählen die Ausbildungen nach FwDV 2 sowie die Grundausbildung für hauptamtliche Kräfte (B1) nach niedersächsischer APVO-Feu.

## Geschichte
Nachdem Osnabrück im Jahr 1530 von einem Großbrand heimgesucht wurde, sah die Brandschutzordnung von 1578 vor, dass in jedem Haus ein Ledereimer vorzuhalten sei. Im Jahr 1655 wurde diese reformiert und sah nun vor, dass jeder für den vorbeugenden Brandschutz seines eigenen Besitzes zuständig sei und außerdem jeder männliche Bürger zum Helfen bei Bränden verpflichtet ist. Dies genügte vielen Bürgern nicht, sodass die Laischaften Löschtrupps aufstellten und Feuerspritzen von der Stadt, reichen Kaufleuten und von Gilden beschafft wurden.
Im Jahr 1864 kam es zu einem schweren Brand in einem Ausflugslokal vor der Stadt. Von nun an nahmen Turner das Zepter in die Hand und gründeten ein Jahr später die Turnerfeuerwehr Osnabrück, aus der später die Freiwillige Feuerwehr Stadtmitte hervorging. Auch in den Ortsteilen gründeten sich daraufhin mehrere Freiwillige Feuerwehren, bis die Stadt 1906 erste hauptberufliche Kräfte einstellte.
Nach einem weiteren Großbrand im Jahr 1926 wurde die Gründung einer Berufsfeuerwehr beschlossen, die die Stadtwaage am Markt als Wache bezog.
Wie für alle Feuerwehren in Deutschland stellte der November 1938 auch für die Feuerwehr Osnabrück eine Zäsur dar:
In der Reichspogromnacht vom 9. auf den 10. November 1938 setzten Truppen der NSDAP-Sturmabteilung (SA) die Osnabrücker Synagoge in der Rolandstraße in Brand. Die Feuerwehrleute wurden von den SA-Männern vom Löschen des jüdischen Gotteshauses abgehalten und schützten lediglich die umstehenden Gebäude vor einem Übergreifen der Flammen. Am 23. November 1938 wurden Berufs- und Freiwillige Feuerwehr dann per Reichsgesetz in die Feuerlöschpolizei umgewandelt und unter Aufsicht des Deutschen Reiches gestellt. Dies bedeutete die endgültige Gleichschaltung der Feuerwehr mit der NS-Diktatur. Im Zweiten Weltkrieg hatten die Feuerwehrleute mit den schweren Bombenangriffen auf die Stadt zu kämpfen, bei denen auch ihre eigene Feuerwache am Markt zerstört wurde.
Nach Kriegsende erlangte die Feuerwehr Osnabrück ihre politische Neutralität zurück und wurde wieder Teil der Stadtverwaltung. Im Jahr 1946 zog die Berufsfeuerwehr in eine ehemalige Kaserne nördlich der Innenstadt um, an gleicher Stelle wurde im Jahr 2000 eine neue Hauptfeuerwache eröffnet. Im Zuge der Gebietsreform in Niedersachsen gemeindete Osnabrück Anfang der 1970er Jahre mehrere umliegende Ortschaften ein, wobei auch deren Feuerwehren Teil der Stadtfeuerwehr Osnabrück wurden. Dies trifft z. B. auf die Feuerwehr Sutthausen zu (zuvor Gemeinde Holzhausen). Im März 2021 wurde eine zweite Berufsfeuerwache im Osten der Stadt in Betrieb genommen.

## Einsätze

### Statistik
Die Feuerwehr Osnabrück leistet jährlich rund 15.000 Einsätze. Diese gliedern sich auf in:
- bis zu 1000 Brandeinsätze.
- ca. 2000 Hilfeleistungseinsätze.
- ca. 8500 Notfalleinsätze (Rettungsdienst).
- ca. 200 Krankentransporte.
- ca. 3000 Brandsicherheitswachen.

### Besondere Einsätze
Zu den besonderen Einsätzen der Feuerwehr Osnabrück seit dem Jahr 2000 gehören:
- 18. Februar 2002: Entgleisung eines Güterzugs im Fledder, Austritt und Entzündung hochgiftiger Chemikalien (u. a. Acrylnitril) aus mehreren Kesselwagen.[7][8]
- 17./18. März 2004: Entgleisung eines Güterzugs im Schinkel, Austritt und Entzündung von Propangas aus einem Kesselwagen. Evakuierung aller Anwohner im Umkreis von 500 Metern um die Einsatzstelle. Eine schwerwiegende Explosion kann nur knapp verhindert werden.[9][10]
- Januar 2007: Beseitigung von Sturmschäden des Orkans Kyrill.
- August 2010: Hochwasser in der Region Osnabrück aufgrund anhaltender Regenfälle durch das Tief Cathleen. Die Hase und mehrere ihrer Nebenflüsse treten über die Ufer. Überschwemmungen sorgen für Schäden an hunderten Wohnhäusern sowie Bahnstrecken und dem Stichkanal Osnabrück. Erstmals seit dem Zweiten Weltkrieg wird in Osnabrück Katastrophenalarm ausgerufen.[11]
- 5. Mai 2016: Großbrand in einem Recyclingbetrieb im Hafen. Die Bekämpfung des Feuers in einem Müllbunker dauert mehrere Tage.[12]
- September 2018: Unterstützung der Löscharbeiten beim Moorbrand im Emsland.[13]
- 20. Juli 2020: Großbrand bei einem Autohändler und einem benachbarten Chemieunternehmen in Osnabrück-Fledder.[14]
- Juli 2021: Unterstützung der Pumparbeiten an der Steinbachtalsperre im Rahmen der Flutkatastrophe 2021[15]

## Berufsfeuerwehr
Die Berufsfeuerwehr hält an Werktagen ständig 15 Beamte des mittleren feuerwehrtechnischen Dienstes in der Wachschicht sowie 6 Beamte für den Rettungsdienst und 13 Verwaltungskräfte vor. Hinzu kommen Beamte des gehobenen und höheren feuerwehrtechnischen Dienstes, die sich auf drei Führungsebenen verteilen:
1. C-Dienst: Führungsdienst auf Ebene Zugführer, der 24 Stunden auf der Wache verfügbar ist und zu Einsätzen ausrückt, um dort die Einsatzleitung zu übernehmen.
2. B-Dienst: Führungsdienst auf Ebene Verbandsführer; der zuständige Beamte arbeitet tagsüber auf der Wache und hat nachts Rufbereitschaft – er leitet große Einsätze.
3. A-Dienst: Amtsleitung; diese zwei Beamten leiten die Feuerwehr und werden nur zu besonders großen Einsätzen hinzugezogen.

### Feuerwache 1

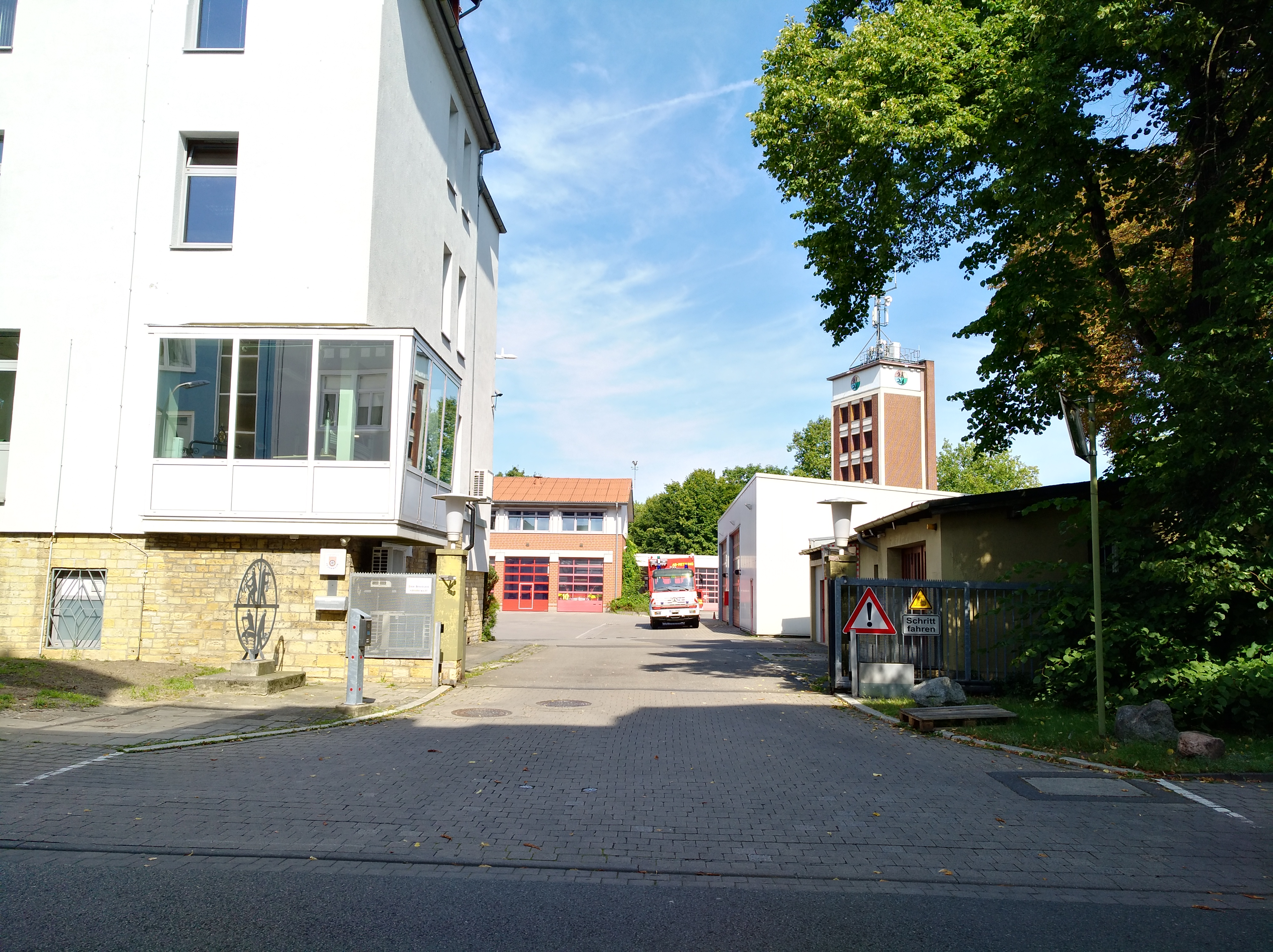
Die Zufahrt zur Hauptfeuerwache

Die Hauptfeuerwache der Berufsfeuerwehr wurde im Jahr 2000 eingeweiht. Sie befindet sich an der Nobbenburger Straße im Stadtteil Westerberg auf einem über 12.000 m² großen Grundstück, wovon 4019 m² bebaut wurden. Die Baukosten beliefen sich allein auf 2,25 Millionen Euro, hinzu kamen weitere 7,16 Millionen Euro für die technische Ausstattung.
Fahrzeuge

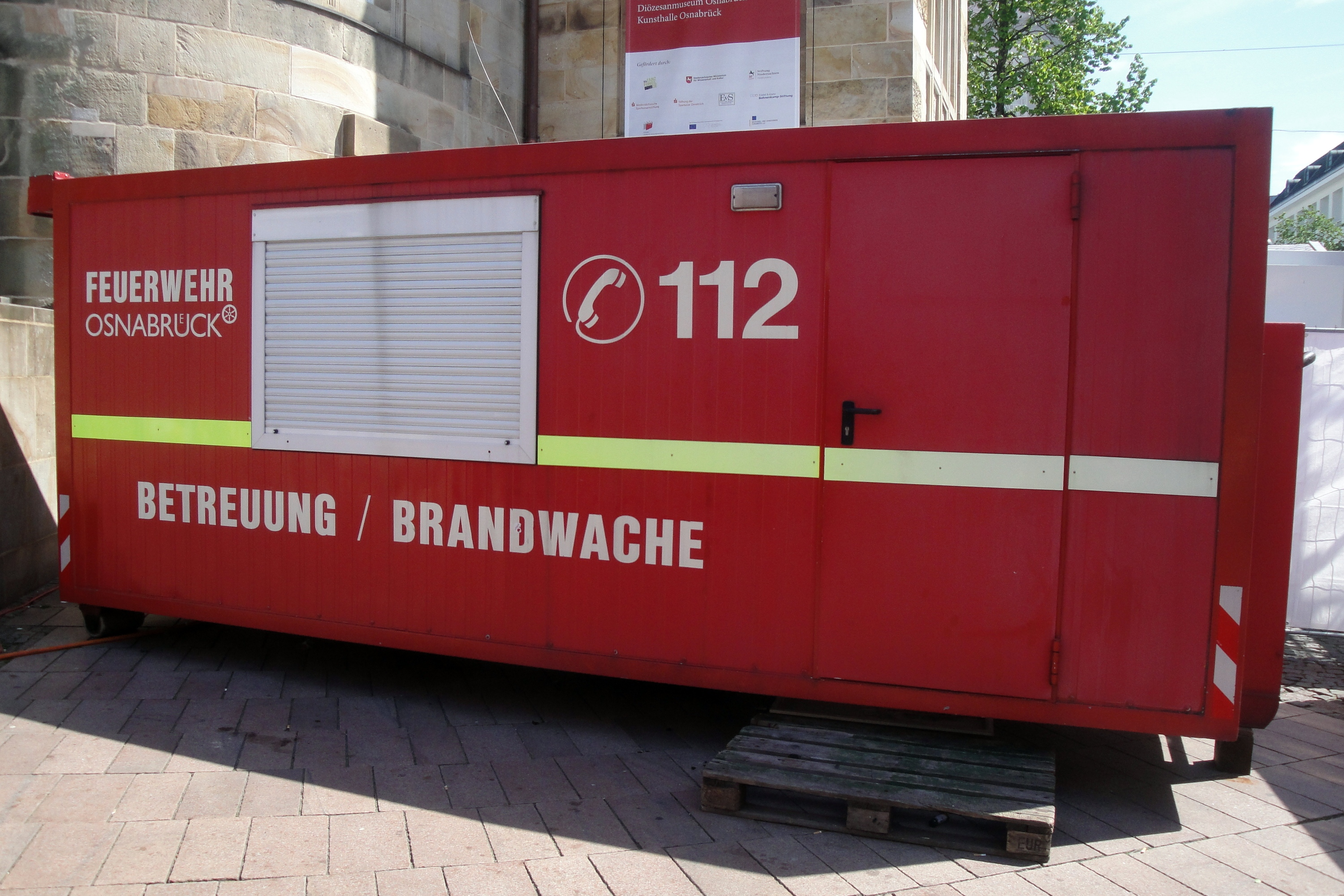
Abrollbehälter Betreuung/Brandwache der Feuerwehr Osnabrück

Der Fuhrpark der Wache 1 umfasst folgende Fahrzeuge:
- einen Einsatzleitwagen 1 (ELW 1),
- ein Hilfeleistungslöschgruppenfahrzeug 20 (HLF 20),
- eine Drehleiter mit Korb 23-12 (DLK 23-12),
- ein Rüstwagen (RW),
- ein Großtanklöschfahrzeug (GTLF) 30/60-10,
- ein Feuerwehrkran 40,
- mehrere Wechselladerfahrzeuge (WLF) und Abrollbehälter (AB),
- ein Kleinalarmfahrzeug (KlAF) und mehrere Gerätewagen (GW),
- ein Einsatzleitwagen 2 (ELW 2),
- mehrere weitere Einsatzleitfahrzeuge, Kommandowagen (KdoW), Mannschaftstransportfahrzeuge (MTF) und Pkw,
- mehrere Rettungswagen (RTW) und Notarzteinsatzfahrzeuge (NEF) (zum Teil als Reserve) sowie
- ein Mehrzweckboot (MZB)

### Feuerwache 2
Ein Gutachten aus dem Jahr 2012 kam zu dem Ergebnis, dass die Osnabrücker Feuerwehr insbesondere in den östlichen Stadtteilen häufig die gesetzlich festgelegte Hilfsfrist von acht Minuten für einen Wohnungsbrand nicht einhalten kann. Bei kritischen Einsätzen im östlichen Stadtgebiet rückte deshalb sogar die Werkfeuerwehr des Felix Schoeller-Werks zum Erstangriff aus (Siehe Abschnitt Werkfeuerwehren). Die Stadt Osnabrück begann daraufhin mit Planungen für den Bau einer neuen Feuerwache im Stadtteil Gretesch. 2017 fiel im Stadtrat die Entscheidung für den Neubau. Die Grundsteinlegung erfolgte im Mai 2019 auf einem Grundstück an der Nordstraße. Am 21. November 2019 fand das Richtfest statt. Die neue Wache wurde, nach leichten Bauverzögerungen, am 8. März 2021 eröffnet. Der Bau kostete rund 10 Mio. Euro.
Die Feuerwache 2 ist rund um die Uhr mit 10 Feuerwehrleuten besetzt. Stationiert sind ein ELW 1, eine DLK 23-12, ein HLF 20, ein TLF 3000 sowie zwei Wechselladerfahrzeuge. Außerdem ist die Atemschutzwerkstatt der Osnabrücker Feuerwehr an den neuen Standort umgezogen.

### Rettungsdienst
Die Feuerwehr Osnabrück ist in den lokalen Rettungsdienst eingebunden, was rund 15 % des Einsatzaufkommens ausmacht. Jeder Beamte des mittleren feuerwehrtechnischen Dienstes der Berufsfeuerwehr ist mindestens ausgebildeter Rettungssanitäter, viele haben zusätzlich die Ausbildung zum Rettungsassistenten bzw. Notfallsanitäter absolviert. Von der Berufsfeuerwehr werden drei Rettungswagen (RTW) und drei Notarzteinsatzfahrzeuge (NEF) (nichtärztliches Personal) von der Wache 1 aus eingesetzt. Zwei RTW und zwei NEF sind dabei rund um die Uhr besetzt, der dritte RTW und das dritte NEF jeweils nur im Tagesdienst unter der Woche. Durchschnittlich kommt ein Rettungswagen auf zehn Einsätze pro Schicht.
Zusätzlich sind in den Rettungsdienst der Stadt als Beauftragte nach dem NRettDG die drei Hilfsorganisationen Arbeiter-Samariter-Bund (ASB), Johanniter-Unfall-Hilfe (JUH) und Malteser Hilfsdienst (MHD) sowie das Privatunternehmen Freier Krankentransport Brümmer (FKT) mit jeweils einem 24/7-RTW und zwei bis drei Krankentransportwagen (KTW) bzw. Notfallkrankenwagen (NKTW) eingebunden. Diese rücken von eigenen Rettungswachen aus, sodass ein hoher Erreichungsgrad der Hilfsfrist im Stadtgebiet planerisch gewährleistet ist. Die Rettungswache des ASB liegt an der Frankenstraße nahe der Ortsfeuerwehr Neustadt, die der JUH an der Brückenstraße im Stadtteil Hafen, die MHD-Rettungswache ist an der Mercatorstraße im Stadtteil Kalkhügel ansässig und FKT Brümmer sitzt an der Kiebitzheide.

## Freiwillige Feuerwehr

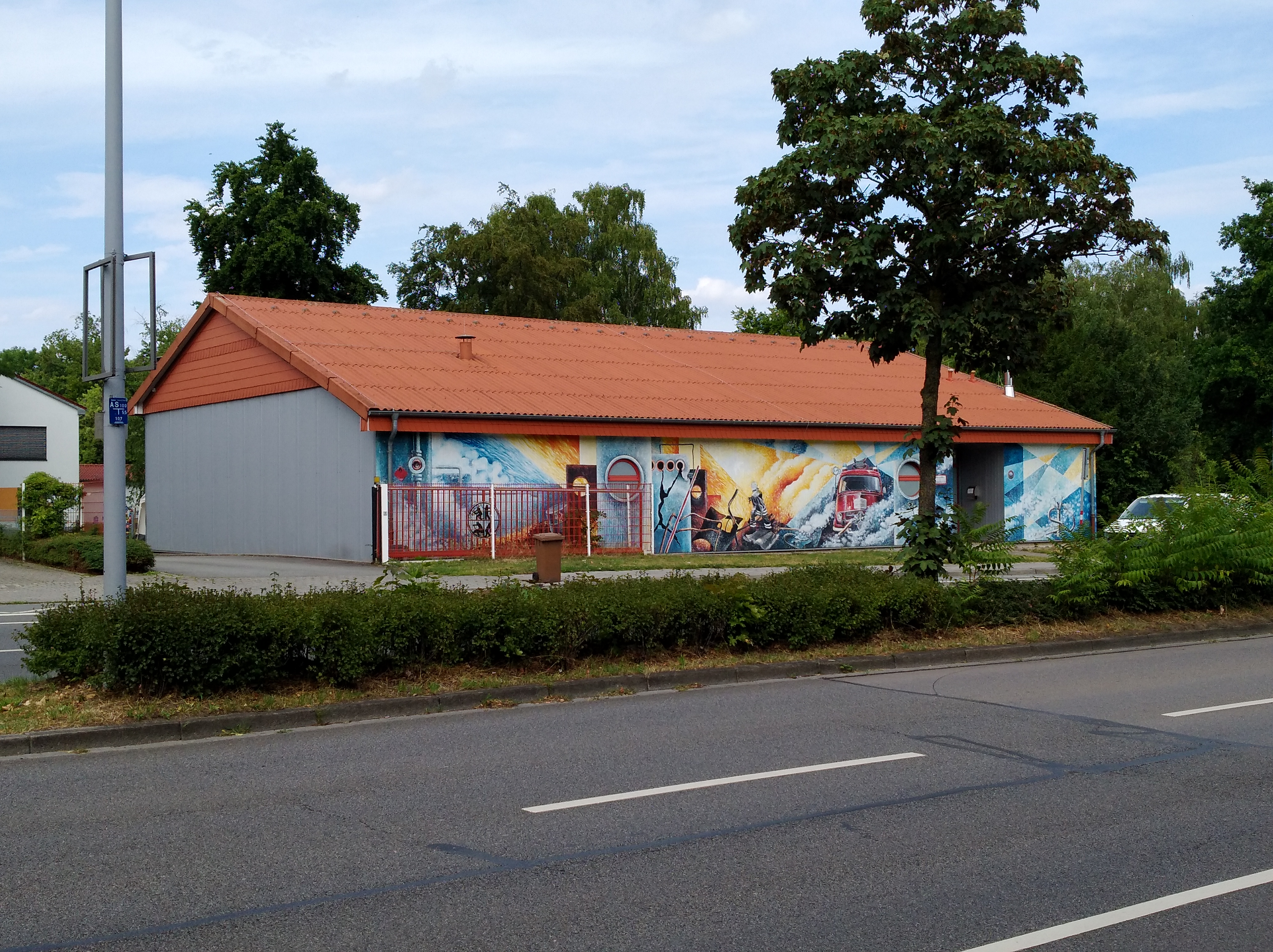
Feuerwehrhaus der Ortsfeuerwehr Stadtmitte

Die 310 Einsatzkräfte starke Freiwillige Feuerwehr (Stand 2016) verfügt über eigene Feuerwehrhäuser und Fahrzeuge. Die Grundausstattung der sieben Ortsfeuerwehren besteht jeweils aus einem Löschgruppenfahrzeug (LF), einem Tanklöschfahrzeug (TLF) oder Hilfeleistungslöschgruppenfahrzeug (HLF) und einem bis zwei Mehrzweckfahrzeugen (MZF). Die Löschgruppenfahrzeuge sind teilweise nach der Norm LF 20 KatS beschafft, teils auf die örtlichen Bedürfnisse angepasst und ersetzten seit dem Jahr 2010 die alten LF 16-TS des Bundes. Die Hilfeleistungslöschgruppenfahrzeuge bzw. Tanklöschfahrzeuge wurden zuvor meist im Löschzug der Berufsfeuerwehr eingesetzt und nach einigen Betriebsjahren an die Freiwillige Feuerwehr abgegeben.
Jede der Ortsfeuerwehren nimmt stadtweit eine oder mehrere Sonderaufgaben wahr, für die sie entweder Sonderfahrzeuge direkt am Standort bereithält oder bei Bedarf Sonderfahrzeuge bzw. Abrollbehälter (AB) besetzt, die bei der Berufsfeuerwehr auf der Hauptfeuerwache stationiert sind. Alle Ortsfeuerwehren haben eine Jugendfeuerwehr, mehrere davon zusätzlich eine Kinderfeuerwehr.
Es existieren folgende Ortsfeuerwehren in Osnabrück:

Stand der Daten: März 2020
| Funkrufname aktuell (digital)* | Funkrufname alt (analog)* | Ortsfeuerwehr | Fahrzeuge                                      | Löschbezirk                                                               | Sonderaufgabe(n)                                                                     | Website |
| ------------------------------ | ------------------------- | ------------- | ---------------------------------------------- | ------------------------------------------------------------------------- | ------------------------------------------------------------------------------------ | ------- |
| 03                             | 16                        | Stadtmitte    | MZF, TLF 16/25, LF 10, TLF 2000, GW-Mess       | Hellern, Innenstadt, Westerberg, Weststadt, Wüste                         | Gefahrgut / Messen und Spüren, Brandschutzerziehung                                  |         |
| 04                             | 17                        | Eversburg     | ELW-SEG, MZF, HLF 20, LF 20 KatS, MZA          | Atter, Eversburg, Hafen, Pye, Westerberg                                  | Zugtrupp ELW-SEG, Einsatzabschnittsleitung Osnabrück-West, Technische Hilfeleistung, |         |
| 05                             | 11                        | Haste         | KdoW, 2× MZF, TLF 20/22, LF 20/10              | Dodesheide, Haste, Pye, Sonnenhügel                                       | Zugtrupp ELW 2, Dekontamination, Waldbrandbekämpfung                                 |         |
| 06                             | 12                        | Schinkel      | MZF, TLF 16/25, LF 20/10, MZA                  | Darum/Gretesch/Lüstringen, Gartlage, Schinkel-Ost, Schinkel, Widukindland | Einsatzabschnittsleitung Osnabrück-Ost, Gewässerschutz                               |         |
| 07                             | 13                        | Voxtrup       | 2x MZF, HLF 20, LF 20/10, RW                   | Darum/Gretesch/Lüstringen, Fledder, Nahne, Schölerberg, Voxtrup           | Zugtrupp ELW 2, Technische Hilfeleistung                                             |         |
| 08                             | 15                        | Sutthausen    | MZF, TLF 20/22, LF 20 KatS, GW-Logistik 2      | Kalkhügel, Nahne, Sutthausen                                              | Löschwasserförderung über lange Wegstrecken                                          |         |
| 09 (02 bis 12/2017)            | 14                        | Neustadt      | MZF, TLF 16/25, DLK 23-12, LF 20 Kats, SW 2000 | Fledder, Innenstadt, Kalkhügel, Nahne, Schölerberg                        | Zugtrupp ELW 2, Wasserförderung mit Hytrans Fire System                              |         |

*) Die Funkrufnamen 01 (alt: 10) und 02 gehören zu den Wachen 1 und 2 der Berufsfeuerwehr. Bis 2018 war der Funkrufname 02 der FF Neustadt zugewiesen.

## Katastrophenschutz
Im Katastrophenfall tritt der Verwaltungsstab zusammen. Hier können nun Feuerwehr und THW, sowie 172 Katastrophenschutzhelfer der Hilfsorganisationen DRK, MHD, JUH und ASB eingesetzt werden. Im Fall eines MANV wird dann eine gemeinsame SEG Rettung durch Sanitäter der Feuerwehr Osnabrück, den Arbeiter-Samariter-Bund (ASB), die Johanniter-Unfall-Hilfe, den Malteser Hilfsdienst, den Freien Krankentransport Brümmer (FKT), das Deutsche Rote Kreuz, das Technische Hilfswerk, verschiedene Notärzte und Notfallseelsorger besetzt, die einen Behandlungsplatz 50 errichten und betreiben kann.

### Warnung der Bevölkerung
Zu Zeiten des Kalten Krieges bestand in Osnabrück ein flächendeckendes Netz aus 99 mechanischen Zivilschutz-Sirenen, die vom Bund betrieben wurden. Von diesen 99 Sirenenstandorten wurden der Stadt Osnabrück in den 1990er-Jahren 66 Sirenen zur Übernahme angeboten. Die Stadt entschied sich jedoch aus Kostengründen gegen eine Übernahme und den Weiterbetrieb der Sirenen, diese wurden daraufhin abgebaut. Lediglich zwei Sirenen auf der Grundschule Sutthausen und der Ortsfeuerwehr Voxtrup verblieben als Reserve zur Alarmierung der Freiwilligen Feuerwehr.
Zur Warnung der Bevölkerung z. B. bei Extremwetterlagen oder Gefahrgutunfällen musste seitdem auf den Rundfunk und Lautsprecherdurchsagen zurückgegriffen werden. Seit der Einführung im Jahr 2015 können Warnungen auch über die Warn-App NINA erfolgen. Diese Methoden werden von Experten jedoch als unzureichend eingestuft, da sie zu viel Zeit beanspruchen, nicht ausfallsicher sind oder große Teile der Bevölkerung nicht erreichen. Im November 2017 beschloss der Stadtrat deshalb, 300.000 Euro in den Aufbau eines flächendeckenden Netzes aus modernen elektronischen Sirenen zu investieren. Dieses wurde ab 2020 aufgebaut und umfasst insgesamt 27 Sirenenstandorte im gesamten Stadtgebiet. Es wurde zum Bundesweiten Warntag im September 2023 erstmals getestet.

## Leitstelle

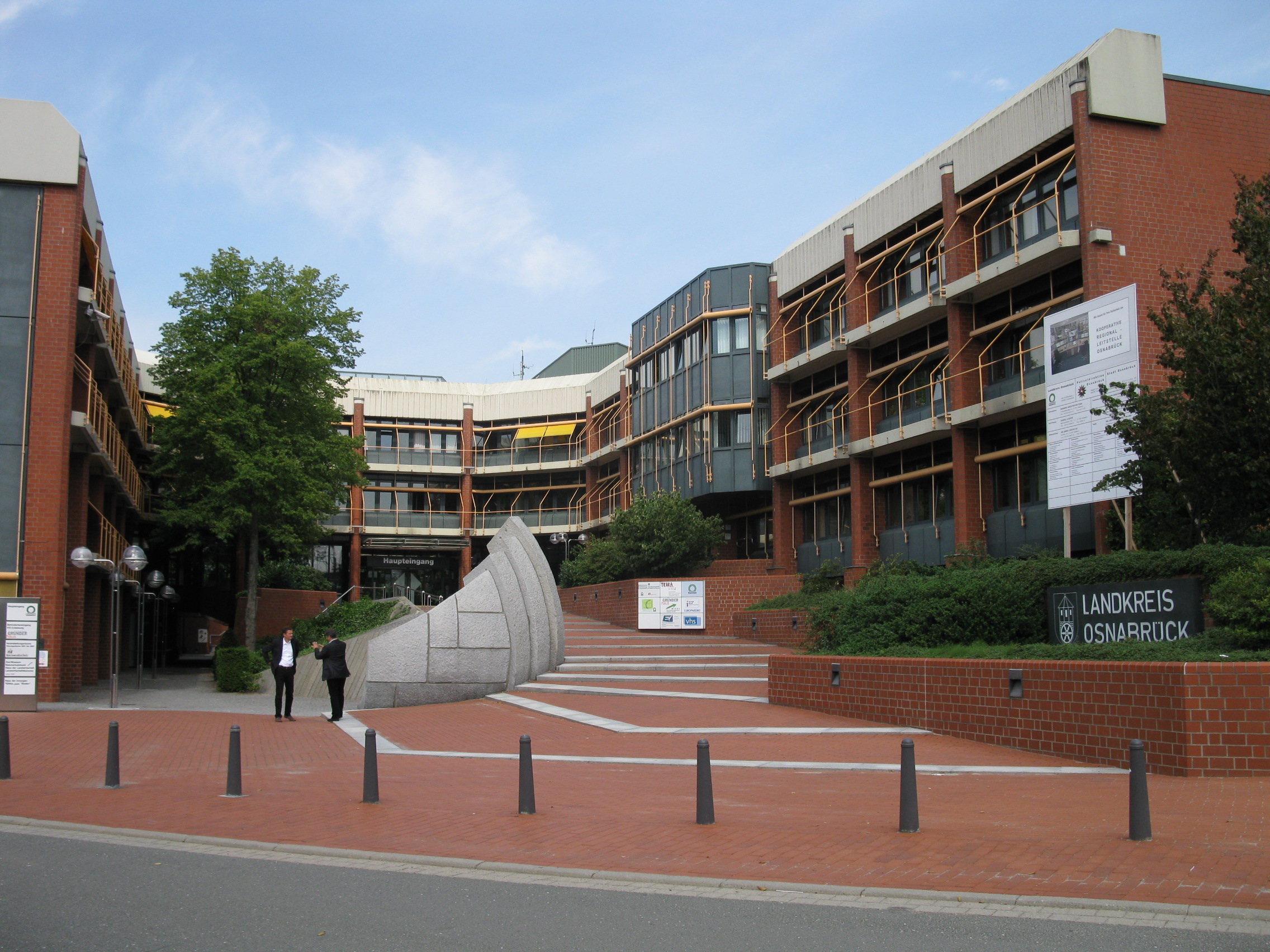
Im Osnabrücker Kreishaus (Landkreisamt) ist die Regionalleitstelle ansässig.

Die Leitstelle der Feuerwehr Osnabrück war früher direkt in der Hauptfeuerwache an der Nobbenburger Straße stationiert. Zwei bis drei Disponenten nahmen hier alle Notrufe über die Nummer 112 entgegen und koordinierten die Einsätze von Feuerwehr und Rettungsdienst im Stadtgebiet. Außerdem waren hier die Brandmeldeanlagen von rund 250 Firmen aus der Umgebung angeschlossen.
Im Zuge der Neugliederung der Leitstellen im Land Niedersachsen wurde im Jahr 2012 eine neue kooperative Regionalleitstelle als kommunale Anstalt des öffentlichen Rechts (kAöR) eingeweiht. Sie befindet sich nun, gemeinsam mit der Leitstelle der Polizei, im Kreishaus des Landkreises am Schölerberg und ist für Feuerwehr und Rettungsdienst in Stadt und Landkreis Osnabrück zuständig. Die Leitstelle in der Hauptfeuerwache wird aktuell für den Krankentransport in der Region Osnabrück genutzt.
Einblicke in die Arbeit der Osnabrücker sowie weiterer Leitstellen bietet die Doku-Serie Die Notrufzentrale.

### Abschnittsführungsstellen
Als Entlastung der Regionalleitstelle im Katastrophenfall ist das Stadtgebiet von Osnabrück seit dem Jahr 2010 in zwei Einsatzabschnitte – West und Ost – eingeteilt, die Grenze bildet der Straßenverlauf der B 68 in Osnabrück. Diese werden aktiviert, wenn besonders viele Einsätze auftreten oder erwartet werden. Notrufe werden dann von der Regionalleitstelle an eine der beiden Abschnittsführungsstellen (AFüST) weitergeleitet, von den dort operierenden Einsatzabschnittsleitungen (EAL) nach Dringlichkeit sortiert und Stück für Stück abgearbeitet.
Die AFüST sind wie eigene kleine Leitstellen aufgebaut und werden bei Aktivierung von Mitgliedern der Freiwilligen Feuerwehr besetzt. Die AFüST West befindet sich bei der Ortsfeuerwehr Eversburg und die AFüST Ost bei der Ortsfeuerwehr Schinkel.

## Persönlichkeiten
- Jan Südmersen, Leiter des Aufgabenbereichs Einsatzvorbereitung der Feuerwehr Osnabrück

## Werkfeuerwehren
Neben Berufs- und Freiwilliger Feuerwehr existieren in Osnabrück drei Werkfeuerwehren (WF):
- WF von Volkswagen Osnabrück (ehemals Karmann)
- WF des KME-Werks Osnabrück
- WF des Felix Schoeller-Werks Osnabrück

Die Werkfeuerwehren sind Teil des Stadtfeuerwehrverbandes und können bei Bedarf auch außerhalb der Werksgelände eingesetzt werden. Die WF Felix Schoeller verfügte bis zur Fertigstellung der Feuerwache 2 im März 2021 sogar über einen eigenen Löschbezirk.